# Tall Asur
Tall Asur (en hebreo: הר בעל חצור Baal-Hazor) es una colina y uno de los puntos más altos de Cisjordania, con una altitud de 1016 metros (3333 pies). Se cree que fue el sitio donde a Abraham le fue mostrada la tierra y donde Lot decidió ir a Sodoma. Tiene dos cumbres, una de las cuales es una base militar israelí. 